# Миддлтон, Крис
Джеймс Кристиан «Крис» Миддлтон (англ. James Khristian "Khris" Middleton; род. 12 августа 1991, Чарлстон, Южная Каролина) — американский профессиональный баскетболист, выступающий за команду Национальной баскетбольной ассоциации «Вашингтон Уизардс». Играет на позиции атакующего защитника и лёгкого форварда.

## Карьера в НБА

### Детройт Пистонс (2012—2013)

#### Сезон 2012/13: Дебютный сезон
Был выбран под 38-м номером на драфте НБА 2012 года командой «Детройт Пистонс». 15 августа 2012 года он подписал с «Пистонс» контракт новичка. 12 декабря 2012 года он был направлен в команду «Форт-Уэйн Мэд Энтс» из Лиги развития НБА (известной сейчас как Джи-Лига НБА). Через неделю он был отозван «Пистонс» обратно в НБА.  Свой дебютный сезон он завершил, проведя всего 27 игр за «Пистонс», набирая в среднем 6,1 очка, 1,9 подбора и 1,0 передачи за 17,6 минуты за игру.

### Милуоки Бакс (2013—2025)

#### Сезон 2013/14: Второй сезон
31 июля 2013 года был обменян вместе с Брэндоном Найтом и Вячеславом Кравцовым на Брендона Дженнингса в «Милуоки Бакс». В отличие от своих ограниченных выходов на площадке в прошлом сезоне, в сезоне 2013/14  Миддлтон сыграл во всех 82 матчах, выйдя в старте в 64 и набирая в среднем 12,1 очка, 3,8 подбора, 2,1 передачи и 1,0 перехвата за 30,0 минут за игру. 6 декабря 2013 года он набрал максимальные для себя 29 очков в победе над «Вашингтон Уизардс» со счетом 109-105.

#### Сезон 2014/15: Первый выход в плей-офф
15 декабря 2014 года «Бакс» уступали «Финикс Санз» всего одно очко, когда до конца матча оставалось менее четырех секунд, и Миддлтон броском со штрафного обеспечил победу над «Санз» со счетом 96-94, набрав 14 очков. 7 марта 2015 года он набрал максимальные для себя 30 очков, реализовав 11 из 20 бросков, в победе над «Вашингтон Уизардс» со счетом 91-85. Во втором сезоне в «Бакс» Миддлтон стал важным «3&D» игроком, попадая 46,7% двухочковых бросков и 40,7% из-за трехочковой дуги. В среднем за игру он набирал 13,4 очка, делал 4,4 подбора и 2,3 передачи.

#### Сезон 2015/16: Новый контракт
9 июля 2015 года Миддлтон вновь подписал с «Бакс» пятилетний контракт на 70 миллионов долларов с опцией игрока на пятый год. Это стало значительным повышением зарплаты для Миддлтона, так как в предыдущем году он зарабатывал 915 000 долларов. 29 декабря 2015 года в матче с «Оклахома-Сити Тандер» он набрал максимальные в карьере 36 очков, реализовав 13 из 22 бросков с игры и 6 из 9 с трехочковой дистанции. 4 марта 2016 года в победе над «Миннесотой Тимбервулвз» он набрал 32 очка, реализовав 11 из 16 бросков, в том числе 8 из 9 трехочковых, что стало самым большим количеством трехочковых попаданий игрока «Бакс» с тех пор, как Карлос Дельфино забросил восемь 18 марта 2011 года. Он повторил свой карьерный максимум в 36 очков 10 апреля 2016 года в овертайме в матче со счетом 109-108 против «Филадельфии Севенти Сиксерс».

#### Сезон 2016/17: травма и операция
21 сентября 2016 года Миддлтон выбыл из строя на шесть месяцев, получив травму левого подколенного сухожилия на предсезонных тренировках, которая потребовала операции. 8 февраля 2017 года он дебютировал в сезоне, пропустив первые 50 игр из-за травмы подколенного сухожилия, набрав пять очков за 15 минут в матче с «Майами Хит» (106-88). 17 марта 2017 года он набрал 14 из своих максимальных 30 очков в четвертой четверти матча над «Лос-Анджелес Лейкерс» (107-103).

#### Сезон 2017/18: прорыв
1 ноября 2017 года Миддлтон набрал максимальные на тот момент 43 очка в проигрыше «Шарлотт Хорнетс» со счетом 126-121. 22 ноября 2017 года он набрал 40 очков в овертайме в победе над «Финикс Санз». 20 января 2018 года он оформил свой первый в карьере трипл-дабл из 23 очков, 14 подборов и 10 передач в проигрыше «Филадельфии» со счетом 94-116. В первой игре серии первого раунда плей-офф против «Бостон Селтикс» Миддлтон набрал 31 очко, восемь подборов и шесть передач в овертайме (107-113). «Бакс» проиграли серию в семи матчах, несмотря на 32 очка Миддлтона в седьмой игре (96-112).

#### Сезон 2018/19: Первый вызов на матч всех звезд
22 октября 2018 года Миддлтон реализовал 7 из 8 трехочковых бросков и набрал 30 очков в победе над «Нью-Йорк Никс» со счетом 124-113. 29 декабря, несмотря на травму квадрицепса, Миддлтон набрал 29 очков в победе над «Бруклин Нетс» со счетом 129-115. 31 января 2019 года Миддлтон был включен в список запасных на матч всех звезд от Восточной конференции, получив таким образом свой первый выбор на матч всех звезд. Он стал первым бывшим игроком Джи-Лиги, получившим вызов на матч всех звезд. 21 февраля 2019 года он набрал 15 очков и сделал 13 подборов в победе над «Селтикс» (98-97). 28 марта он набрал максимальные в сезоне 39 очков в победе над «Лос-Анджелес Клипперс» (128-118).

#### Сезон 2019/20: Карьерный максимум по набранным очкам
По окончании сезона 2018/19 Миддлтон подписал с «Милуоки» пятилетний контракт на 178 миллионов долларов. 28 января 2020 года Миддлтон установил новый карьерный максимум, набрав 51 очко, реализовав 16 из 26 бросков, включая 7 из 10 трехочковых, в победе над «Вашингтон Уизардс» со счетом 151-131. После игры Миддлтон посвятил свое выступление Коби Брайанту, который погиб за два дня до этого при крушении вертолета в Калифорнии, сказав: «Я определенно могу посвятить эту игру ему в благодарность за то, что он сделал для игры». 30 января 2020 года Миддлтон был включен в список запасных звезд Восточной конференции, получив таким образом свой второй подряд выбор на матч всех звезд. 24 февраля Миддлтон набрал 40 очков в овертайме в матче против «Уизардс».  28 февраля Миддлтон пропустил игру против «Оклахома-Сити Тандер» из-за болей в шее. В плей-офф Миддлтон и «Бакс» были уничтожены в полуфинале чемпионом Восточной конференции «Майами Хит» в пяти матчах. Миддлтон набрал 36 очков, 8 подборов и 8 передач в единственной победе «Милуоки» в 4-й игре плей-офф.

#### Сезон 2020/21: Чемпионский сезон
В следующем сезоне Миддлтон продолжал играть ключевую роль в «Бакс», набирая в среднем 20,4 очка за игру, 5,4 передачи за игру и 6 подборов за игру в течение регулярного сезона. В том плей-офф «Бакс» снова встретились с «Хит» в плей-офф, на этот раз в первом раунде. В первой игре Миддлтон завершил выступление с 27 очками, 6 подборами и 6 передачами победным броском за 0,5 секунды до конца овертайма, благодаря чему «Милуоки» одержали победу со счетом 109-107 и повели в серии 1-0. Бакс» выиграли серию в четырех матчах. В 6-й игре полуфинала конференции против «Бруклин Нетс» Миддлтон набрал рекордные в карьере 38 очков, а также 10 подборов, пять передач и пять перехватов в победе со счетом 104-89. В 3-й игре финала конференции против «Атланты Хокс» Миддлтон сравнял свой рекордный показатель в карьере, набрав 38 очков, а также 11 подборов и семь передач в победе со счетом 113-102. В 6-й игре финала конференции против «Хокс» Миддлтон набрал 32 очка, «Бакс» победили со счетом 118-107 и вышли в финал НБА впервые с 1974 года. В 4-й игре финала он набрал рекордные в карьере 40 очков в победе над «Финикс Санз». В 6-й игре Миддлтон набрал 17 очков, 5 подборов и 5 передач, а также сделал решающие броски на последних минутах игры, чтобы помочь «Бакс» одолеть «Санз» со счетом 105-98 и завершить серию со счетом 4-2. «Бакс» выиграли первый за пятьдесят лет титул чемпиона НБА.

#### Сезон 2021/22:Травма, закончившая сезон
В первой игре сезона НБА 2021/22 Миддлтон набрал 20 очков и сделал 9 подборов в победе над «Бруклин Нетс» со счетом 127-104. 1 ноября Миддлтон вошел в протокол здоровья и безопасности НБА после положительного теста на COVID-19. Миддлтон вернулся в состав «Бакс» в игре с «Лейкерс» 17 ноября после восьми пропущенных игр. Он набрал 16 очков и сделал 6 передач, сравнявшись с Рэем Алленом по количеству трехочковых бросков в истории «Милуоки Бакс». В следующей игре, против «Оклахома-Сити Тандер» 19 ноября, он обошел Аллена с первого же броска в победе со счетом 96:89. 13 декабря Миддлтон получил гиперэкстензию колена в матче с «Бостон Селтикс» и пропустил следующие три игры. 22 января 2022 года Миддлтон привел «Бакс» к победе над «Сакраменто Кингз» со счетом 133-127, набрав максимальные для того сезона 34 очка. 3 февраля было объявлено, что Миддлтон был приглашен на Игру всех звезд НБА 2022 года. 6 марта Миддлтон набрал максимальные в сезоне 44 очка, а также 8 подборов и 5 передач в победе над «Финикс Санз» со счетом 132-122.
20 апреля во время поражения во второй игре первого раунда плей-офф против «Чикаго» Миддлтон получил растяжение медиальной коллатеральной связки, которое вывело его из строя до конца плей-офф. «Бакс» обыграли «Буллз» в пяти матчах, но проиграли в полуфинале Восточной конференции «Селтикс» в семи матчах.

#### Сезон 2022/23: Возвращение
3 декабря 2022 года Миддлтон, пропустив первые двадцать матчей сезона 2022/23, восстанавливаясь после операции на запястье, вернулся, набрав 17 очков и 7 передач в матче с «Лос-Анджелес Лейкерс» (133-129). В декабре и январе Миддлтон пропустил восемнадцать игр подряд из-за болей в колене. 4 февраля 2023 года Миддлтон набрал 24 очка, семь подборов и четыре передачи за 20 минут игры со скамейки запасных в матче против «Майами Хит». 13 марта Миддлтон набрал максимальные для того времени 31 очко и сделал 9 передач в матче против «Сакраменто Кингз». 27 марта Миддлтон набрал максимальные для того времени 34 очка, а также восемь подборов и пять передач в матче против «Детройт Пистонс».
16 апреля в стартовом матче плей-офф Миддлтон набрал 33 очка, девять подборов и четыре передачи в проигрыше со счетом 117-130 против «Майами Хит». В пятой игре серии Миддлтон набрал 33 очка, шесть подборов и шесть передач, но, несмотря на его усилия, «Милуоки Бакс» проиграли «Хит» в овертайме со счетом 126-128.

#### Сезон 2023/24: Максимальное количество очков в карьере в плей-офф
6 июля 2023 года Миддлтон подписал с «Бакс» трехлетний контракт на сумму 102 миллиона долларов. 20 ноября Миддлтон набрал 18 очков в победе над «Вашингтон Уизардс» со счетом 142-129 и обошел Сидни Монкрифа, став четвертым лучшим бомбардиром в истории «Бакс» за все время. 22 января 2024 года Миддлтон набрал 26 очков в победе над «Детройт Пистонс» (122:113) и обошел Гленна Робинсона, став третьим лучшим бомбардиром в истории «Бакс». В феврале и марте Миддлтон пропустил 16 игр подряд из-за растяжения лодыжки. 24 марта Миддлтон сделал свой второй в карьере трипл-дабл, набрав 11 очков, 10 подборов и 10 передач во время победы над «Оклахома-Сити Тандер» со счетом 118-93. 26 апреля Миддлтон набрал лучшие в карьере 42 очка, а также сделал 10 подборов и 5 передач во время поражения в третьем матче первого раунда плей-офф от «Индианы Пэйсерс» в овертайме со счетом 118-121.

#### Сезон 2024/25
В межсезонье 2024/25 Миддлтон перенес артроскопические операции на обоих голеностопах. Операция на левом голеностопе была связана с растяжением связок, полученным во время игры 6 февраля против «Финикс Санз», а операция на правом голеностопе была проведена в качестве санации, связанной с затянувшейся проблемой. Ожидалось, что после операций он будет готов к началу сезона. 21 октября было объявлено, что Миддлтон пропустит открытие сезона против «Филадельфии Севенти Сиксерс», так как продолжит реабилитацию после операций. Он дебютировал в сезоне 6 декабря 2024 года против «Бостон Селтикс».
17 декабря в день финала Кубка НБА с «Оклахома-Сити Тандер» Миддлтон был снят с игры за 90 минут до ее начала из-за плохого самочувствия.
8 января 2025 года было объявлено, что Миддлтон потеряет место в стартовом составе и будет начинать матчи со скамейки.

### Вашингтон Уизардс (2025—настоящее время)
6 февраля 2025 года Миддлтон был отдан в «Вашингтон Уизардс» в результате обмена между четырьмя командами, в результате которого Кайл Кузма перешел в «Милуоки». 21 февраля Миддлтон дебютировал в составе «Уизардс», набрав 12 очков, 5 подборов, 2 передачи и 2 перехвата в проигранной игре против «Милуоки Бакс» (101:104). 22 июня 2025 года Миддлтон воспользовался опцией на последний сезон в «Вашингтоне» и заработает 33,3 миллиона долларов.

## Статистика

### Статистика в НБА
| Сезон                                                                                    | Команда   | Регулярный сезон | Регулярный сезон | Регулярный сезон | Регулярный сезон | Регулярный сезон | Регулярный сезон | Регулярный сезон | Регулярный сезон | Регулярный сезон | Регулярный сезон | Регулярный сезон | Серия плей-офф | Серия плей-офф | Серия плей-офф | Серия плей-офф | Серия плей-офф | Серия плей-офф | Серия плей-офф | Серия плей-офф | Серия плей-офф | Серия плей-офф | Серия плей-офф |
| Сезон                                                                                    | Команда   | GP               | GS               | MPG              | FG%              | 3P%              | FT%              | RPG              | APG              | SPG              | BPG              | PPG              | GP             | GS             | MPG            | FG%            | 3P%            | FT%            | RPG            | APG            | SPG            | BPG            | PPG            |
| ---------------------------------------------------------------------------------------- | --------- | ---------------- | ---------------- | ---------------- | ---------------- | ---------------- | ---------------- | ---------------- | ---------------- | ---------------- | ---------------- | ---------------- | -------------- | -------------- | -------------- | -------------- | -------------- | -------------- | -------------- | -------------- | -------------- | -------------- | -------------- |
| 2012/13                                                                                  | Детройт   | 27               | 0                | 17,6             | 44,0             | 31,1             | 84,4             | 1,9              | 1,0              | 0,6              | 0,1              | 6,1              | Не участвовал  | Не участвовал  | Не участвовал  | Не участвовал  | Не участвовал  | Не участвовал  | Не участвовал  | Не участвовал  | Не участвовал  | Не участвовал  | Не участвовал  |
| 2013/14                                                                                  | Милуоки   | 82               | 64               | 30,0             | 44,0             | 41,4             | 86,1             | 3,8              | 2,1              | 1,0              | 0,2              | 12,1             | Не участвовал  | Не участвовал  | Не участвовал  | Не участвовал  | Не участвовал  | Не участвовал  | Не участвовал  | Не участвовал  | Не участвовал  | Не участвовал  | Не участвовал  |
| 2014/15                                                                                  | Милуоки   | 79               | 58               | 30,1             | 46,7             | 40,7             | 85,9             | 4,4              | 2,3              | 1,5              | 0,1              | 13,4             | 6              | 6              | 38,7           | 38,0           | 32,4           | 93,3           | 3,7            | 2,0            | 2,3            | 0,5            | 15,8           |
| 2015/16                                                                                  | Милуоки   | 79               | 79               | 36,1             | 44,4             | 39,6             | 88,8             | 3,8              | 4,2              | 1,7              | 0,2              | 18,2             | Не участвовал  | Не участвовал  | Не участвовал  | Не участвовал  | Не участвовал  | Не участвовал  | Не участвовал  | Не участвовал  | Не участвовал  | Не участвовал  | Не участвовал  |
| 2016/17                                                                                  | Милуоки   | 29               | 23               | 30,7             | 45,0             | 43,3             | 88,0             | 4,2              | 3,4              | 1,4              | 0,2              | 14,7             | 6              | 6              | 38,5           | 39,7           | 36,8           | 81,8           | 4,7            | 5,3            | 2,0            | 0,0            | 14,5           |
| 2017/18                                                                                  | Милуоки   | 82               | 82               | 36,4             | 46,6             | 35,9             | 88,4             | 5,2              | 4,0              | 1,5              | 0,3              | 20,1             | 7              | 7              | 39,3           | 59,8           | 61,0           | 73,7           | 5,1            | 3,1            | 0,9            | 0,7            | 24,7           |
| 2018/19                                                                                  | Милуоки   | 77               | 77               | 31,1             | 44,1             | 37,8             | 83,7             | 6,0              | 4,3              | 1,0              | 0,1              | 18,3             | 15             | 15             | 34,3           | 41,8           | 43,5           | 88,5           | 6,3            | 4,4            | 0,6            | 0,0            | 16,9           |
| 2019/20                                                                                  | Милуоки   | 62               | 59               | 29,9             | 49,7             | 41,5             | 91,6             | 6,2              | 4,3              | 0,9              | 0,1              | 20,9             | 10             | 10             | 35,5           | 39,4           | 35,4           | 82,6           | 6,9            | 6,0            | 1,1            | 0,2            | 20,3           |
| 2020/21                                                                                  | Милуоки   | 68               | 68               | 33,4             | 47,6             | 41,4             | 89,8             | 6,0              | 5,4              | 1,1              | 0,1              | 20,4             | 23             | 23             | 40,1           | 43,8           | 34,3           | 88,7           | 7,6            | 5,1            | 1,5            | 0,2            | 23,6           |
| 2021/22                                                                                  | Милуоки   | 66               | 66               | 32,4             | 44,3             | 37,3             | 89,0             | 5,4              | 5,4              | 1,2              | 0,3              | 20,1             | 2              | 2              | 36,0           | 41,7           | 42,9           | 100,0          | 5,0            | 7,0            | 1,5            | 0,0            | 14,5           |
| 2022/23                                                                                  | Милуоки   | 33               | 19               | 24,3             | 43,6             | 31,5             | 90,2             | 4,2              | 4,9              | 0,7              | 0,2              | 15,1             | 5              | 5              | 34,6           | 46,5           | 40,6           | 86,7           | 6,4            | 6,2            | 0,6            | 0,0            | 23,8           |
| 2023/24                                                                                  | Милуоки   | 55               | 55               | 27,0             | 49,3             | 38,1             | 83,3             | 4,7              | 5,3              | 0,9              | 0,3              | 15,1             | 6              | 6              | 38,3           | 48,2           | 35,5           | 90,0           | 9,2            | 4,7            | 0,5            | 0,2            | 24,7           |
| 2024/25                                                                                  | Милуоки   | 23               | 7                | 23,2             | 51,2             | 40,7             | 84,8             | 3,7              | 4,4              | 0,7              | 0,2              | 12,6             | Не участвовал  | Не участвовал  | Не участвовал  | Не участвовал  | Не участвовал  | Не участвовал  | Не участвовал  | Не участвовал  | Не участвовал  | Не участвовал  | Не участвовал  |
| 2024/25                                                                                  | Вашингтон | 14               | 14               | 22,1             | 41,3             | 27,7             | 86,8             | 3,7              | 3,4              | 1,3              | 0,2              | 10,7             | Не участвовал  | Не участвовал  | Не участвовал  | Не участвовал  | Не участвовал  | Не участвовал  | Не участвовал  | Не участвовал  | Не участвовал  | Не участвовал  | Не участвовал  |
|                                                                                          | Всего     | 776              | 671              | 30,7             | 46,0             | 38,7             | 87,8             | 4,8              | 4,0              | 1,2              | 0,2              | 16,6             | 80             | 80             | 37,6           | 44,1           | 39,0           | 86,6           | 6,5            | 4,8            | 1,2            | 0,2            | 20,6           |
| Наведите курсор мыши на аббревиатуры в заголовке таблицы, чтобы прочесть их расшифровку. |           |                  |                  |                  |                  |                  |                  |                  |                  |                  |                  |                  |                |                |                |                |                |                |                |                |                |                |                |

### Статистика в Джи-Лиге
| Сезон                                                                                    | Команда            | Регулярный сезон | Регулярный сезон | Регулярный сезон | Регулярный сезон | Регулярный сезон | Регулярный сезон | Регулярный сезон | Регулярный сезон | Регулярный сезон | Регулярный сезон | Регулярный сезон | Серия плей-офф | Серия плей-офф | Серия плей-офф | Серия плей-офф | Серия плей-офф | Серия плей-офф | Серия плей-офф | Серия плей-офф | Серия плей-офф | Серия плей-офф | Серия плей-офф |
| Сезон                                                                                    | Команда            | GP               | GS               | MPG              | FG%              | 3P%              | FT%              | RPG              | APG              | SPG              | BPG              | PPG              | GP             | GS             | MPG            | FG%            | 3P%            | FT%            | RPG            | APG            | SPG            | BPG            | PPG            |
| ---------------------------------------------------------------------------------------- | ------------------ | ---------------- | ---------------- | ---------------- | ---------------- | ---------------- | ---------------- | ---------------- | ---------------- | ---------------- | ---------------- | ---------------- | -------------- | -------------- | -------------- | -------------- | -------------- | -------------- | -------------- | -------------- | -------------- | -------------- | -------------- |
| 2012/13                                                                                  | Форт-Уэйн Мэд Энтс | 3                | 3                | 26,3             | 34,0             | 14,3             | -                | 7,7              | 3,0              | 0,7              | 0,3              | 11,0             | Не участвовал  | Не участвовал  | Не участвовал  | Не участвовал  | Не участвовал  | Не участвовал  | Не участвовал  | Не участвовал  | Не участвовал  | Не участвовал  | Не участвовал  |
|                                                                                          | Всего              | 3                | 3                | 26,3             | 34,0             | 14,3             | -                | 7,7              | 3,0              | 0,7              | 0,3              | 11,0             | Не участвовал  | Не участвовал  | Не участвовал  | Не участвовал  | Не участвовал  | Не участвовал  | Не участвовал  | Не участвовал  | Не участвовал  | Не участвовал  | Не участвовал  |
| Наведите курсор мыши на аббревиатуры в заголовке таблицы, чтобы прочесть их расшифровку. |                    |                  |                  |                  |                  |                  |                  |                  |                  |                  |                  |                  |                |                |                |                |                |                |                |                |                |                |                |

### Статистика в NCAA
| Сезон | Команда   | Conf   | Class | GP | GS | MPG  | FG%  | 3P%  | FT%  | RPG | APG | SPG | BPG | PPG  |
| --- | --------- | ------ | ----- | -- | -- | ---- | ---- | ---- | ---- | --- | --- | --- | --- | ---- |
| 2009/10 | Техас A&M | Big 12 | FR    | 34 | 22 | 20,9 | 41,6 | 32,4 | 75,0 | 3,7 | 1,1 | 0,9 | 0,3 | 7,2  |
| 2010/11 | Техас A&M | Big 12 | SO    | 33 | 33 | 29,6 | 45,0 | 36,1 | 78,4 | 5,2 | 2,8 | 1,2 | 0,1 | 14,3 |
| 2011/12 | Техас A&M | Big 12 | JR    | 20 | 17 | 28,8 | 41,5 | 26,0 | 75,0 | 5,0 | 2,3 | 1,0 | 0,3 | 13,2 |
| Всего | Всего     | Всего  | Всего | 87 | 72 | 26,0 | 43,1 | 32,1 | 76,8 | 4,6 | 2,0 | 1,0 | 0,2 | 11,3 |
| Наведите курсор мыши на аббревиатуры в заголовке таблицы, чтобы прочесть их расшифровку Статистика приведена с сайта sports-reference.com |           |        |       |    |    |      |      |      |      |     |     |     |     |      |

## Личная жизнь
Миддлтон — христианин.
Он является двоюродным братом бывшего игрока НБА Джоша Пауэлла, который выиграл два чемпионских титула с «Лос-Анджелес Лейкерс» в 2009 и 2010 годах.
7 июля 2015 года Миддлтон написал колонку в The Players' Tribune о стрельбе в церкви Чарлстона. Он объяснил, что стрельба сильно затронула его, потому что он вырос в Чарлстоне, а его бабушка Хуанита знала четверых из девяти погибших. Миддлтон познакомился с одной из жертв, Синтией Грэхем Хёрд, когда она привезла своего племянника в баскетбольный лагерь незадолго до стрельбы. «В Чарлстоне мы держимся, но раны все еще глубоки», — написал он.
23 апреля 2019 года у Миддлтона и его девушки родилась первая дочь. Чтобы присутствовать на родах, Миддлтон вместе с совладельцем «Бакс» Марком Ласри сел на самолет в Милуоки сразу после победы в плей-офф над «Детройт Пистонс».
13 марта 2020 года Миддлтон заявил, что повторит пожертвование Янниса Адетокунбо в размере $100 000 в пользу сотрудников Fiserv Forum, которые не смогли работать во время приостановки сезона НБА 2019/20 из-за пандемии COVID-19.
8 апреля 2021 года было объявлено, что он присоединяется к группе владельцев «Брисбен Буллетс», профессиональной баскетбольной команды в Австралии.